# Гірчак почечуйний
Гірчак почечуйний (Persicaria maculosa Gray; синонім — Polygonum persicaria L.). Народні назви: сорочі лапки, гусячі лапки, жаблір, гусяче зілля, баранячі хвостики, блошник, дрезен плямистий, гусятник, почечуйник, стільчики.

## Морфологічна характеристика
Однорічна трав'яниста рослина родини гречкових. Стебло пряме, червонуватого відтінку, заввишки 30—100 см. Листки ланцетоподібні, чергові, яскраво-зелені, нижні — на черешках, довгастозагострені, з верхнього боку — з червоно-бурою плямою. Квітки дрібні, рожеві, зібрані на верхівці стебла і гілок у густі колосоподібні суцвіття. Плід — чорний блискучий горішок..
Цвіте у червні-серпні.

## Поширення
- Помірна Азія
  - Кавказ: Вірменія; Азербайджан; Грузія; Російська Федерація — Передкавказзя
  - Китай — Аньхой, Фуцзянь, Ганьсу, Гуансі, Гуйчжоу, Хебей, Хейлунцзян, Хенань, Хубей, Хунань, Цзянсі, Цзілінь, Ляонін, Внутрішня Монголія, Нінся, Цинхай, Шеньсі, Шаньдун, Шаньсі, Сичуань, Синьцзян, Чжецзян
  - Східна Азія: Японія — Хоккайдо, Хонсю, Кюсю, Сікоку; Корея; Тайвань
  - Середня Азія: Казахстан; Киргизстан; Таджикистан; Туркменістан; Узбекистан
  - Далекий Схід Росії: Курили, Примор'я, Сахалін
- Тропічна Азія
  - Індійський субконтинент: Непал
  - Малезійська область: Індонезія
- Європа
  - Східна Європа: Росія — європейська частина

Росте по берегах річок, у різних вологих місцях по всій території України.

## Заготівля і зберігання
Для виготовлення ліків використовують траву гірчака почечуйного (Herba Polygoni persicariae).
Збирають під час цвітіння у червні-серпні, зрізуючи всю надземну частину рослини (вкриті листям квітконосні стебла завдовжки 35—40 см), і сушать на відкритому повітрі або у приміщенні, що провітрюється, та на горищі.

## Хімічний склад
Трава рослини містить флавоноїди, дубильні речовини, антраглікозиди, вітаміни (рутин, аскорбінову кислоту), органічні кислоти, слиз, β-ситостерин, флобафени, ефірну олію, цукри тощо.

## Фармакологічні властивості
Рослина виявляє ніжну послаблюючу (за рахунок активізації перистальтики кишківника), кровоспинну (за рахунок підвищення зсідання та в'язкості крові), сечогінну, протизапальну, болетамувальну та судиннозвужувальну дію, тонізує м'язи матки, посилює діяльність серця, виявляє гіпотензивний ефект. При звуженні судин підвищення артеріального тиску не спостерігається.

## Застосування у народній медицині
У народній медицині відвар трави використовують для лікування ран, виразок, лишаїв і висипів на шкірі. Ним полощуть горло при ангіні та ларингіті. Свіжу потовчену траву прикладають до потилиці при головному болі. Для лікування ран використовують і свіжий сік рослини.